# Lydina aenea
Lydina aenea är en tvåvingeart som först beskrevs av Johann Wilhelm Meigen 1824.  Lydina aenea ingår i släktet Lydina och familjen parasitflugor. Arten är reproducerande i Sverige. Inga underarter finns listade i Catalogue of Life.